# Patagioenas leucocephala
Patagioenas leucocephala е вид птица от семейство Гълъбови (Columbidae). Видът е почти застрашен от изчезване.

## Разпространение
Видът е разпространен в Ангуила, Антигуа и Барбуда, Американските Вирджински острови, Бахамските острови, Белиз, Британските Вирджински острови, Гваделупа, Гватемала, Доминиканската република, Кайманови острови, Колумбия, Куба, Мексико, Малки далечни острови на САЩ, Никарагуа, Панама, Пуерто Рико, Сен Мартен, САЩ, Хаити, Хондурас и Ямайка.